# George T. Pretyman
Sir George Tindal Pretyman, KCMG, CB (* 1. März 1845 in Aylesbury, Buckinghamshire; † 3. August 1917) war ein britischer Offizier der British Army, der zuletzt als Generalmajor in der Britisch-Indischen Armee diente und der als möglicher Entwickler einer Version des Snookers gilt.

## Leben
George Tindal Pretyman, Sohn des Geistlichen Reverend John Radclyffe Pretyman, ehemaliger Vikar von Aylesbury, und dessen Ehefrau Amelia Tindal, absolvierte eine Offiziersausbildung an der Royal Military Academy Woolwich (RMAW), die er 1865 abschloss. Er verbrachte viele Dienstjahre in Britisch-Indien und fand dort zahlreiche Verwendungen als Offizier und Stabsoffizier in der Britisch-Indischen Armee. 1878 wurde er während des Zweiten Anglo-Afghanischen Krieges als Hauptmann (Captain) Aide-de-camp im Stab von General Frederick Roberts, Oberkommandierender der Vereinigten britischen Truppen in Afghanistan (Commander-in-Chief of the combined British forces in Afghanistan). 1881 wurde er als Oberstleutnant (Lieutenant-Colonel) Militärsekretär im Stab von General Roberts, nunmehr Oberkommandierender der Truppen in der Präsidentschaft Madras, der sogenannten „Madras Army“, in Ootacamund. Er gilt in der Geschichte des Snookers als möglicher Erfinder einer Snooker-Variante, neben Neville Francis Fitzgerald Chamberlain, einem anderen Offizier in der Britisch-Indischen Armee.
Im November 1889 wurde er als Brigadegeneral (Brigadier-General) Kommandant des Militärdistrikts Zweiter Klasse Agra und hatte dieses Kommando bis April 1891 inne. Im Anschluss war er von April 1891 bis März 1895 Kommandant des Militärdistrikts Zweiter Klasse Sirhind bei Umballa. 1895 kehrte er nach Großbritannien zurück und befand sich bis 1900 ohne Dienststellung auf der sogenannten „unemployed list“. Für seine Verdienste wurde er 1896 zum Companion des Order of the Bath (CB) ernannt. 1900 wurde er für den Dienst im Stab von General Frederick Roberts während des Zweiten Burenkrieges in den aktiven Kriegsdienst zurückbeordert. Am 19. April 1901 wurde er für seine Verdienste zum Knight Commander des Order of St Michael and St George (KCMG) geschlagen und führte seither den Namenszusatz „Sir“.
Als Generalmajor (Major-General) fungierte Sir George T. Pretyman zwischen Februar 1902 und Juni 1904 als Kommandant des Militärdistrikts Erster Klasse Secunderabad. Zugleich war er von Februar 1902 bis Juni 1904 auch Kommandeur der Secunderabad-Division, der sogenannten „9th Indian Division“, die seit 1903 unter direkter Kontrolle des Hauptquartiers der Britisch-Indischen Armee stand. Später fungierte er von März 1906 bis Februar 1907 als Kommandeur der Burma-Division, der sogenannten „10th Indian Division“, die bis 1907 ebenfalls unter direkter Kontrolle des Hauptquartiers der Britisch-Indischen Armee stand. Im Februar 1907 kehrte er nach Großbritannien zurück und trat in den Ruhestand.